# Onoway
Onoway est une ville (town) du Comté de Lac Sainte-Anne, située dans la province canadienne d'Alberta.

## Démographie
En tant que localité désignée dans le recensement de 2011, Onoway a une population de 1 039 habitants dans 375 de ses 403 logements, soit une variation de 18.7% avec la population de 2006. Avec une superficie de 3,335 2 km2, la ville possède une densité de population de 311,525 5 hab/km2 en 2011.
Concernant le recensement de 2006, Onoway abritait 875 habitants dans 341 de ses 355 logements. Avec une superficie de 3,335 2 km2, la ville possédait une densité de population de 262,4 hab/km2 en 2006.
| 2001 | 2006 | 2011  | 2016  |
| ---- | ---- | ----- | ----- |
| 847  | 875  | 1 039 | 1 029 |